# 利文斯頓 (路易斯安那州)
利文斯頓（英語：Livingston）是美国路易斯安那州利文斯頓縣的县府，根据2000年的人口普查它有1,342名居民。
美国国家科学基金会资助建造的激光干涉引力波天文台位于利文斯頓。

## 地理
利文斯頓的地理位置为30°29′55″N 90°44′54″W / 30.49861°N 90.74833°W。
根据美国人口调查局的数据利文斯頓总面积为8.1平方公里，全部是陆地面积。

## 人口
根据2000年的人口普查数据镇内有1,342名居民，分539个户，377个家庭。镇内的人口密度为每平方公里166.1人。其中96.05%是白人、2.98%是非裔美国人、0.07%是美洲土著人、0.22%是亚裔美国人、0.67%是混血儿。西班牙裔和拉丁美洲裔的人占0.52%。
镇上的539个户中34.3%有18岁以下的未成年人、49.9%是结婚夫妇、15.0%是带孩子的单身妇女、29.9%不是家庭。25.6%是单身汉，11.9%有65岁以上的老年人。每户平均2.49人，家庭的平均大小为3.00人。
镇上的人口结构为26.1%在18岁以下、11.2%在18至24岁之间、27.0%在25至44岁之间、23.9%在45至64岁之间、11.8%在65岁以上。居民的平均年龄为35岁。女子对男子的性别比为100：95.3。18岁以上的成年人的性别比为100：87.9。
镇上每户的平均年收入为32,813美元，家庭的平均年收入为41,625美元。男子的平均年收入为33,958美元，女子的平均年收入为20,795美元。人均年收入为15,075美元。10.9%的家庭和12.9%的居民生活在贫困线以下，其中包括7.7%的未成年人和21.4%的老年人。
30°29′55″N 90°44′54″W / 30.49861°N 90.74833°W